# زینیا استاد-ده یونگ
زینیا استاد-ده یونگ (هلندی: Xenia Stad-de Jong; ۴ مارس ۱۹۲۲ – ۳ آوریل ۲۰۱۲) دونده اهل هلند بود.
وی در مسابقات کشوری و بین‌المللی در مجموع برندهٔ ۱ مدال طلا، ۱ مدال نقره شده‌است.